# Bayerotrochus
Bayerotrochus is een geslacht van weekdieren uit de klasse van de Gastropoda (slakken).

## Soorten
- Bayerotrochus africanus (Tomlin, 1948)
- Bayerotrochus boucheti (Anseeuw & Poppe, 2001)
- Bayerotrochus delicatus S.-P. Zhang, S.-Q. Zhang & Wei, 2016
- Bayerotrochus diluculum (Okutani, 1979)
- Bayerotrochus indicus (Anseeuw, 1999)
- Bayerotrochus masoni (Maxwell, 1978) †
- Bayerotrochus midas (Bayer, 1965)
- Bayerotrochus philpoppei Anseeuw, Poppe & Goto, 2006
- Bayerotrochus poppei Anseeuw, 2003
- Bayerotrochus pyramus (Bayer, 1967)
- Bayerotrochus tangaroanus (Bouchet & Métivier, 1982)
- Bayerotrochus teramachii (Kuroda, 1955)
- Bayerotrochus westralis (Whitehead, 1987)